# Ibón de Escalar
El ibón de Escalar es un ibón situado en la estación invernal de Astún, provincia de Huesca, comunidad autónoma de Aragón, España.

## Morfología

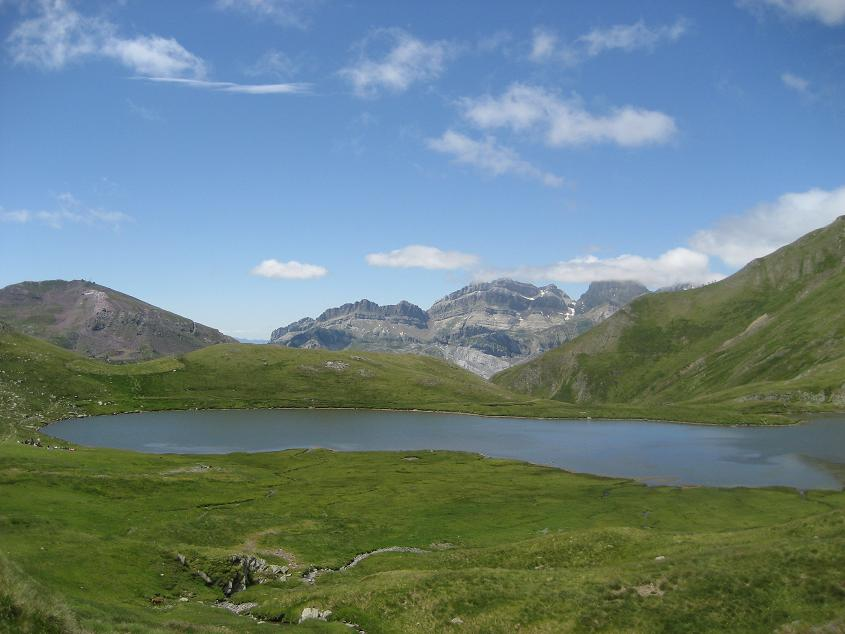
El ibón de Escalar. Al fondo, la estación invernal de Candanchú, a 2 kilómetros de la de Astún.

Se ubica a 2078 m s. n. m. Su vaso, en pleno proceso de colmatación, presenta una profundidad máxima de 3 m.

## Hidrología
Sus aguas presentan una turbidez y coloración anaranjada, producida por la presencia de óxido de hierro disuelto.
Las aguas del ibón desaguan por el barranco Escalar, que junto con el barranco Astún, que procede del cercano  ibón de Truchas, dan origen al  río Aragón, que actualmente da nombre a la comunidad, como hace siglos lo hacía con el Reino de Aragón o la Corona de Aragón.

## Acceso
Está situado a 10 minutos del ibón de Truchas, al que se sube en un bonito paseo de 45 minutos desde la base de la estación de Astún. En verano se puede subir al ibón de Truchas en telesilla. También es posible subir la ibón de Escalar, por una senda que sigue aproximadamente el barranco Escalar, por su margen izquierda.

## Excursiones
Desde este ibón se inician muchas excursiones, como la famosa ruta de los "Lacs de Ayous" (ya en parte francesa), y en pleno parque nacional de los Pirineos, bajo la atenta mirada del siempre majestuoso pico de Midi d'Ossau.
El circo que sirve de cuenca Ibón, queda coronado por el Pico de los Monjes, cercano a él se cuenta el collado deli mismo nombre (también denominado pueeto de Jaca), que conecta con Francia, y desde el que se obtiene una esplédida vista el valle de Ossau y del Pico de Midi d'Ossau.